# 장부이음

홈(암놈)과 촉(숫놈)의 장부이음

장부이음(mortise and tenon)은 목골조에서 자재를 짜맞추는 방법 중 하나다. 장부이음은 기본적으로 홈(mortise)과 촉(tenon)으로 이루어진다. 한 자재에 홈을 파고, 다른 한 자재는 촉을 깎아서 촉을 홈 속에 집어넣는 것이 원리다.

## 핀 장부이음
촉을 분리시킨 장부이음의 응용
|                                                                                 |
| 예시 - 이중 핀을 사용한 장부이음 응용 (드릴구멍으로 장부이음을 구현할 수 있다.) |